# 루커스 지올리토
루커스 프로스트 지올리토(Lucas Frost Giolito, 1994년 7월 14일 ~ )는 미국의 야구 선수로, 메이저 리그에 소속되어 있는 보스턴 레드삭스의 투수이다.

보스턴 레드삭스 선수